# Konstanty Dąbrowski (1911–1987)
Konstanty Dąbrowski (ur. 11 września 1911 w Laskowej, zm. 24 lutego 1987) – polski rolnik, poseł na Sejm PRL V kadencji.

## Życiorys
Uzyskał wykształcenie podstawowe, z zawodu rolnik. Prowadził indywidualne gospodarstwo rolne. W 1969 uzyskał mandat posła na Sejm PRL w okręgu Chrzanów z ramienia Zjednoczonego Stronnictwa Ludowego, zasiadając w Komisji Przemysłu Ciężkiego, Chemicznego i Górnictwa. Został odznaczony Odznaką 1000-lecia Państwa Polskiego.
Został pochowany na cmentarzu komunalnym w Zatorze.